# ماهیل‌پور
ماهیل‌پور (به انگلیسی: Mahilpur) یک منطقهٔ مسکونی در هند است که در بخش هوشیارپور واقع شده‌است. ماهیل‌پور ۶٫۵۶ کیلومتر مربع مساحت و ۱۱٬۳۶۰ نفر جمعیت دارد و ۲۹۶ متر بالاتر از سطح دریا واقع شده‌است.